# 斯波統雅
斯波 統雅（しば むねまさ、大永4年（1524年）? - 天文23年7月12日（1554年8月10日））は、戦国時代中期の武将。孫太郎と称す。尾張守護・斯波義統の同母弟とされる。
父は武衛家13代当主・斯波義達で、生母は兄の義統、義景や、その弟の統銀と同じく家女房の多々良氏と伝わる。諱が「統雅」であることから、恐らく兄の義統から偏諱を受けたものと思われる。天文23年（1554年）7月に尾張守護代の織田信友が謀反を起こすとこれに対抗できず、兄や一族とともに自害した。享年31。法名は不二院諸叟道維。